# Río Magdalena (Cáceres)
El río Magdalena es un curso natural de agua que nace de la confluencia de varios ríos en la cordillera de los Andes de la Región de Aysén y fluye con dirección general sur hasta desembocar en el río Cáceres.

## Historia
Luis Risopatrón lo describe en su Diccionario Jeográfico de Chile de 1924:: 512 
Magdalena (Rio) 44° 30' 71° 37'. Tiene sus nacimientos en las faldas S del cerro del mismo nombre i del cordón limitáneo con la Arjentina, corre hácia el S i se vácia en la márjen N del rio Cáceres, del Cisnes. 134; 154; i 156.